# Hattusaari (ö i Finland, Norra Karelen)
Hattusaari är en ö i Finland. Den ligger i sjön Pielisjärvi och i kommunen Lieksa i den ekonomiska regionen  Pielinen-Karelen  och landskapet Norra Karelen, i den östra delen av landet, 400 km nordost om huvudstaden Helsingfors. Öns största längd är 6 kilometer i sydöst-nordvästlig riktning.